# Paxville (Carolina del Sud)
Paxville è un comune degli Stati Uniti d'America, situato in Carolina del Sud, nella Contea di Clarendon.